# 楊玲楊晶
楊玲 楊晶（ヤンリン&ヤンジン、3月30日 - ）は、楊玲、楊晶の双子姉妹からなる中華人民共和国出身の歌手。
その後桜組を経て、BENYLAN（ベニラン）のグループ名で活動した。

## 概要
身長は164cm、血液型はB型。出生地は湖南省。2008年に中国伝媒大学を首席で卒業。
特技：声楽、舞踊、ピアノ、バイオリン、日本語。
女子十二楽坊の妹分としてJ&L Angels（晶玲組合）の名前で中国でデビュー。
その後、日本のサービス企業「ナック」の会長である西山由之が社長を務める芸能プロダクション「キャピタルプロダクション」にスカウトされ、2007年8月22日に日本で「ヤンリン&ヤンジン」としてデビュー。同プロダクション所属にあたっては経団連理事も務める西山が中国人民銀行の幹部である楊玲楊晶の祖父と親交があり、日本での活動を託されたとされる。なお西山は「NHK紅白歌合戦に出場させ、全国ツアーをすることを目標とする」という趣旨の発言をしている。
2009年8月、キャピタルプロダクション所属の4人組ユニット桜組の一員として正式デビューした。このユニットでは、他のメンバーである桜かすみ、桜洋子の名に合わせ、桜紅丸、桜蘭丸と名乗っていた。ユニットのコンセプトは忍者であり、「忍ドル」（忍者アイドル）とも称していた。
2010年春頃、桜組は一旦解散し、桜かすみ・桜洋子は引退。紅丸・蘭丸の2名は「BENYLAN」に改名し、アーティスト路線へ変更した。同年9月20日、ミニアルバム「FREE AS THE WIND」を中国EMIより発表し、アジア全域メジャーリリースを行った。

## 音楽作品
- 夢見花 (2007年8月22日発売)
- 忍者でござる (2009年8月26日発売)(桜組)
- くのいちサッカー (2009年11月6日発売)(桜組) 音楽ば〜かシーズン4 エンディグテーマ
- クリクラ体操 (2010年1月13日発売)(桜組) 音楽配信限定
- FREE AS THE WIND (2010年9月20日中国発売・同年10月6日日本発売)ミニアルバム。月光恵亮プロデュース。
- TwoHeart（2013年11月・配信シングル）

## 出演番組
- ありえへん∞世界 （テレビ東京）
- 笑っていいとも!（フジテレビ、2009年7月30日） - 「出たいドル! デラックス」
- あらびき団 （TBS、2009年9月16日）
- 踊る!さんま御殿!! （日本テレビ、2009年11月24日）
- art-mode （InterFM、？〜2010年3月28日）
- 桜組のツインズバッテリー（ニッポン放送、2009年11月10日〜2010年3月23日）

## コマーシャル
- クリクラ
- レオハウス